# Muktisari (Gandrungmangu)
Muktisari is een bestuurslaag in het regentschap Cilacap van de provincie Midden-Java, Indonesië. Muktisari telt 4876 inwoners (volkstelling 2010).